# Gare de Saint-Laurent-en-Grandvaux
La gare de Saint-Laurent-en-Grandvaux est une gare ferroviaire française de la ligne d'Andelot-en-Montagne à La Cluse, située sur le territoire de la commune de Saint-Laurent-en-Grandvaux, dans le département du Jura, en région Bourgogne-Franche-Comté.
C'est une halte voyageurs de la Société nationale des chemins de fer français (SNCF) desservie par des trains TER Bourgogne-Franche-Comté.

## Situation ferroviaire
Établie à 906 mètres d'altitude, la gare de Saint-Laurent-en-Grandvaux est située au point kilométrique (PK) 36,267 de la ligne d'Andelot-en-Montagne à La Cluse, entre les gares ouvertes de La Chaumusse - Fort-du-Plasne et Morbier. Vers Morbier, s'intercale la gare fermée de La Savine.

## Histoire
La gare fut terminus de la ligne venant d'Andelot avant le prolongement sur Morbier de 1890 à 1900.
De 1907 à 1939, la gare permettait la correspondance avec la ligne à voie métrique Clairvaux - Foncine-le-Haut.
Les matériels TER utilisés sur cette lignes sont des ATER X 73500 et des AGC X 76500.

## Service des voyageurs

### Accueil
Halte SNCF, c'est un point d'arrêt non géré (PANG), à accès libre. Elle est équipée d'automates pour l'achat de titres de transport TER. 

### Desserte
Saint-Laurent-en-Grandvaux est desservie par des trains du réseau TER Bourgogne-Franche-Comté de la ligne (Paris) - (Dijon) - Dole - Pontarlier / Saint-Claude.

### Intermodalité
Un parking pour les véhicules y est aménagé.

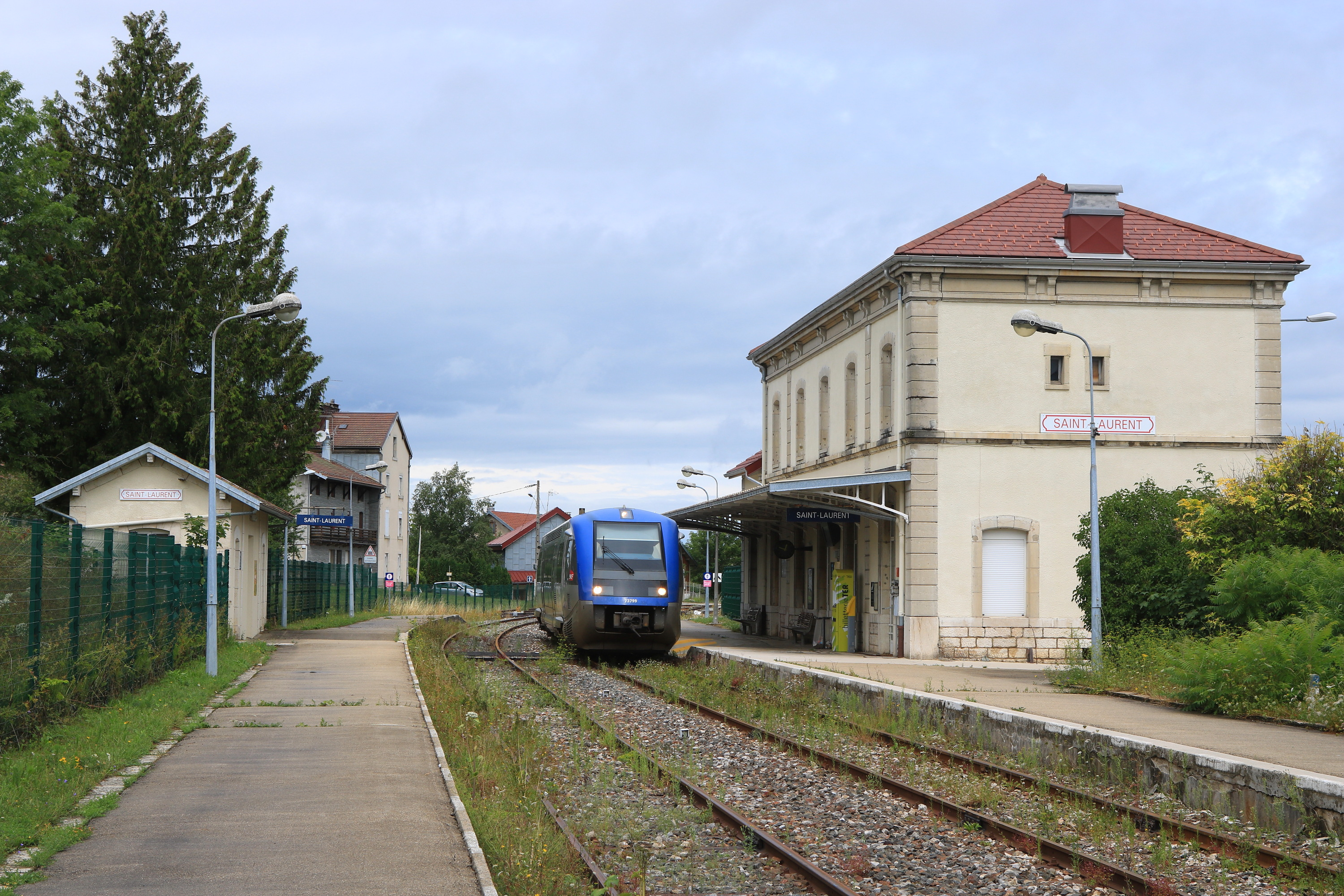
Un TER Andelot - Saint-Claude dessert la gare.
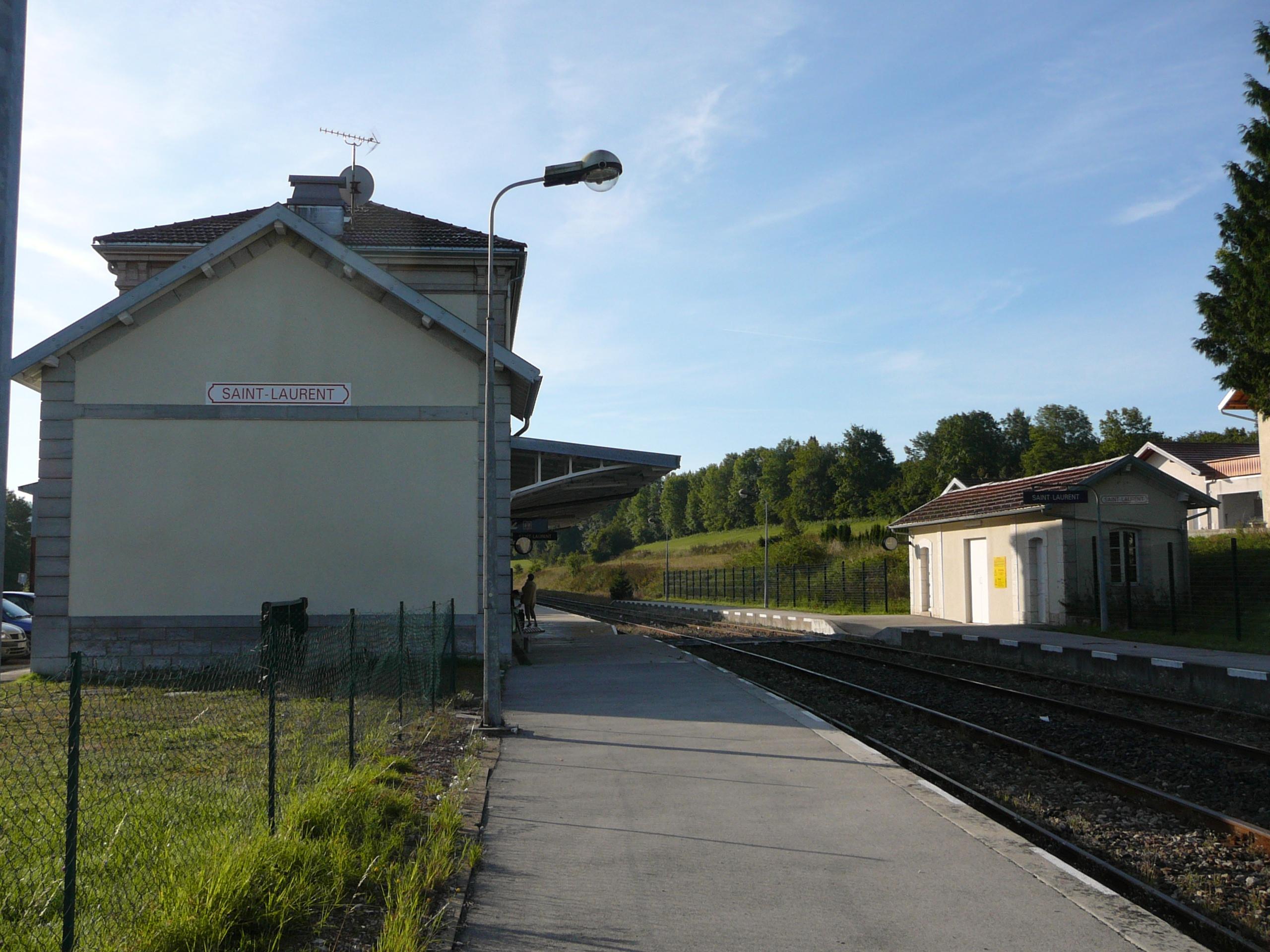
Vue direction Morez.
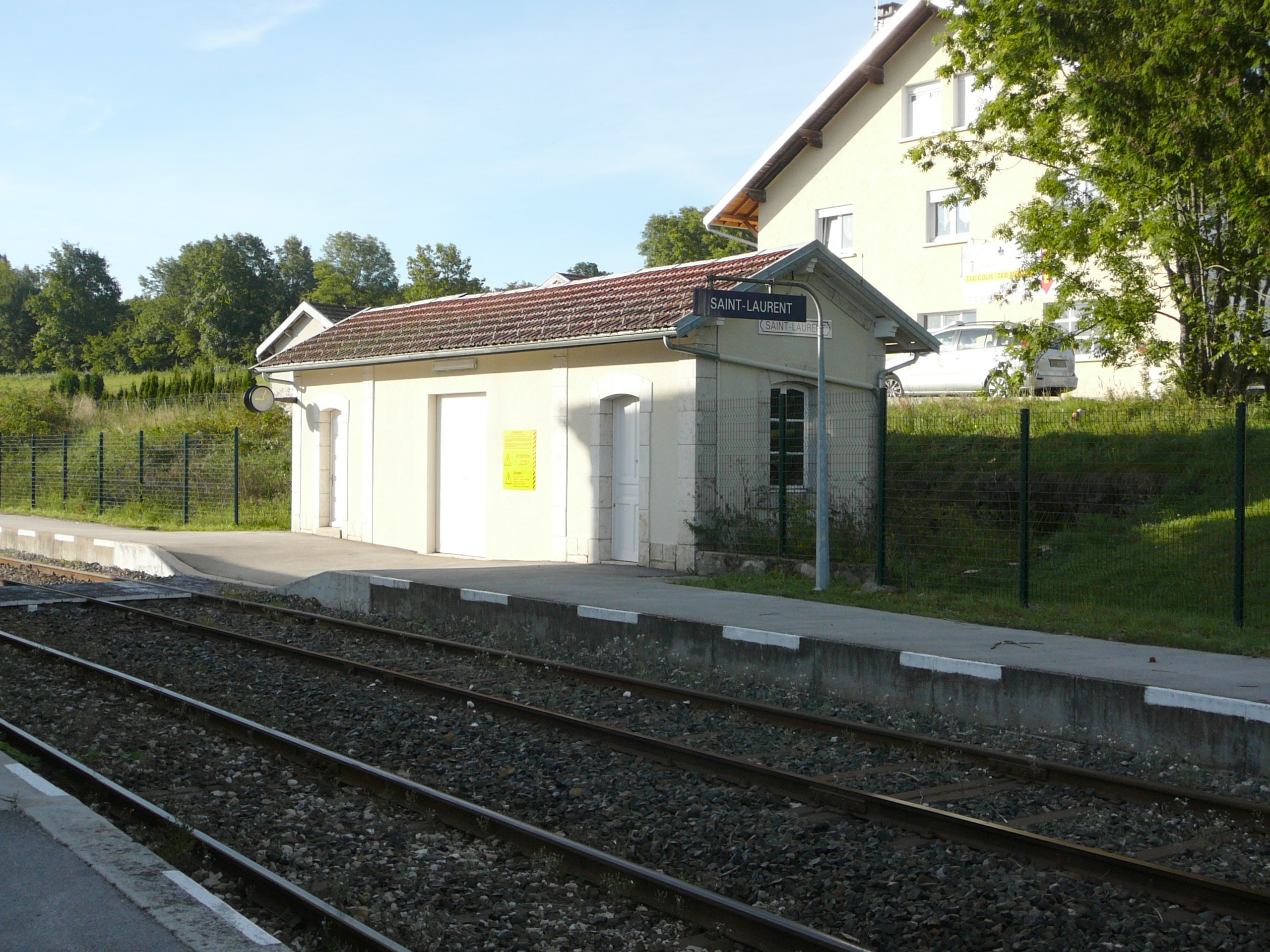
Abri de quai voie 2.
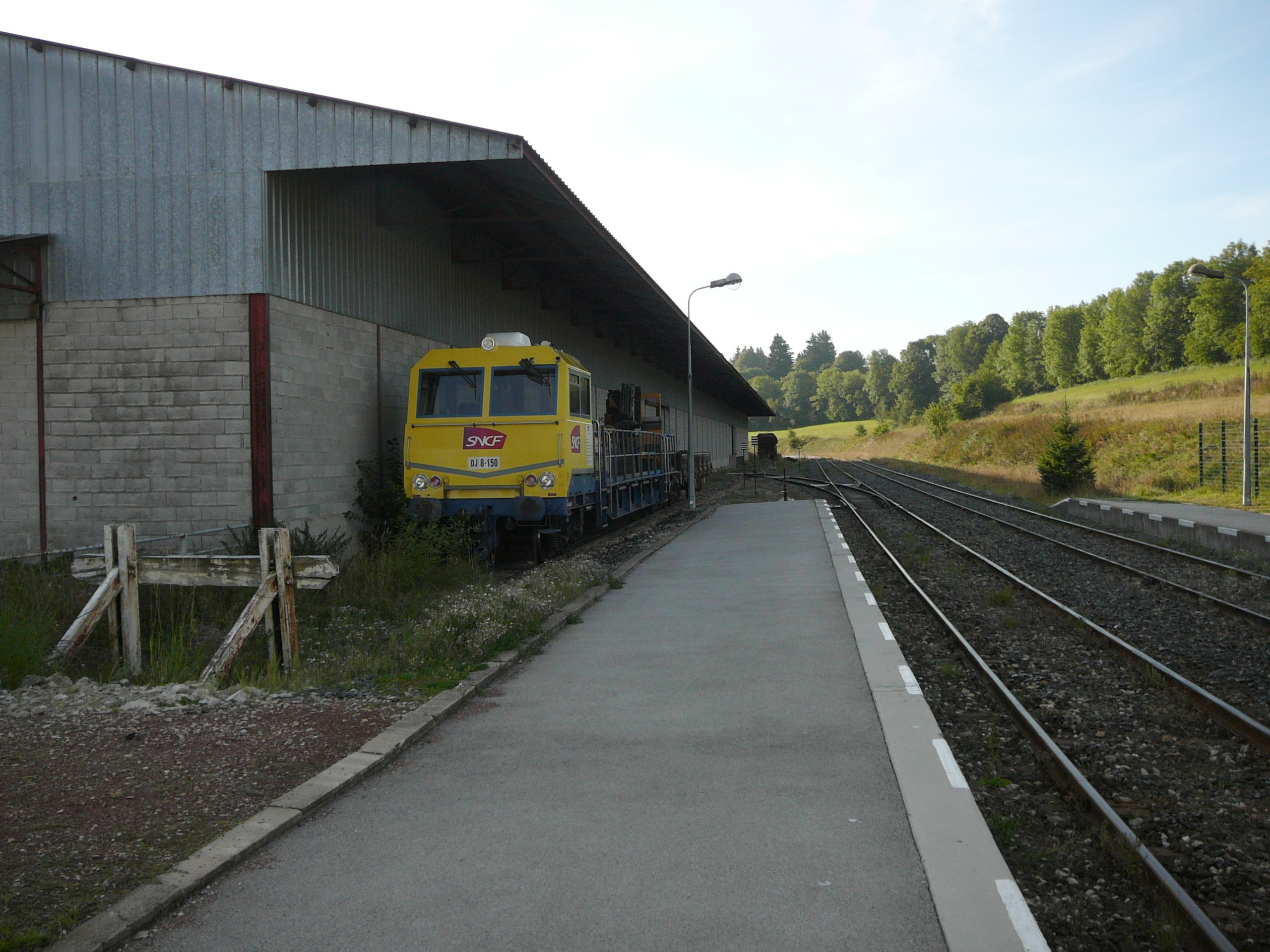
Ancienne halle marchandises.